# Carina Wenninger
Carina Wenninger (Thal, 1991. február 6. –) osztrák női válogatott labdarúgó, a Bayern München védője.

## Pályafutása

### A válogatottban
2007. május 5-én lépett pályára első alkalommal az osztrák nemzeti tizenegyben Lengyelország ellen.
Részt vett a 2017-es Európa-bajnokságon.

## Sikerei, díjai

### Klubcsapatokban
Német bajnok (3):
- Bayern München (3): 2014–15, 2015–16, 2020–21

 Német kupagyőztes (1): 
- Bayern München (1): 2011–12

 Bundesliga-kupagyőztes (1): 
- Bayern München (1): 2011

### A válogatottban
Ausztria
- Ciprus-kupa győztes: 2016[2]